# Robbie Russell
Robert Reid Russell (Brisbane, 1 de mayo de 1976) es un exjugador británico de rugby nacido en Australia que se desempeñaba como hooker.

## Selección nacional
Fue convocado al XV del Cardo por primera vez en 1999 y continuó siendo seleccionado hasta 2005. En total jugó 27 partidos y marcó cuatro tries (20 puntos).

### Participaciones en Copas del Mundo
Russell participó de dos Copas del Mundo; Gales 1999 y Australia 2003.
| Mundial                       | Sede      | Resultado        | PJ | Tries |
| ----------------------------- | --------- | ---------------- | -- | ----- |
| Copa Mundial de Rugby de 1999 | Gales     | Cuartos de final | 4  | 1     |
| Copa Mundial de Rugby de 2003 | Australia | Cuartos de final | 4  | 1     |